# Jonatan ben Usiel

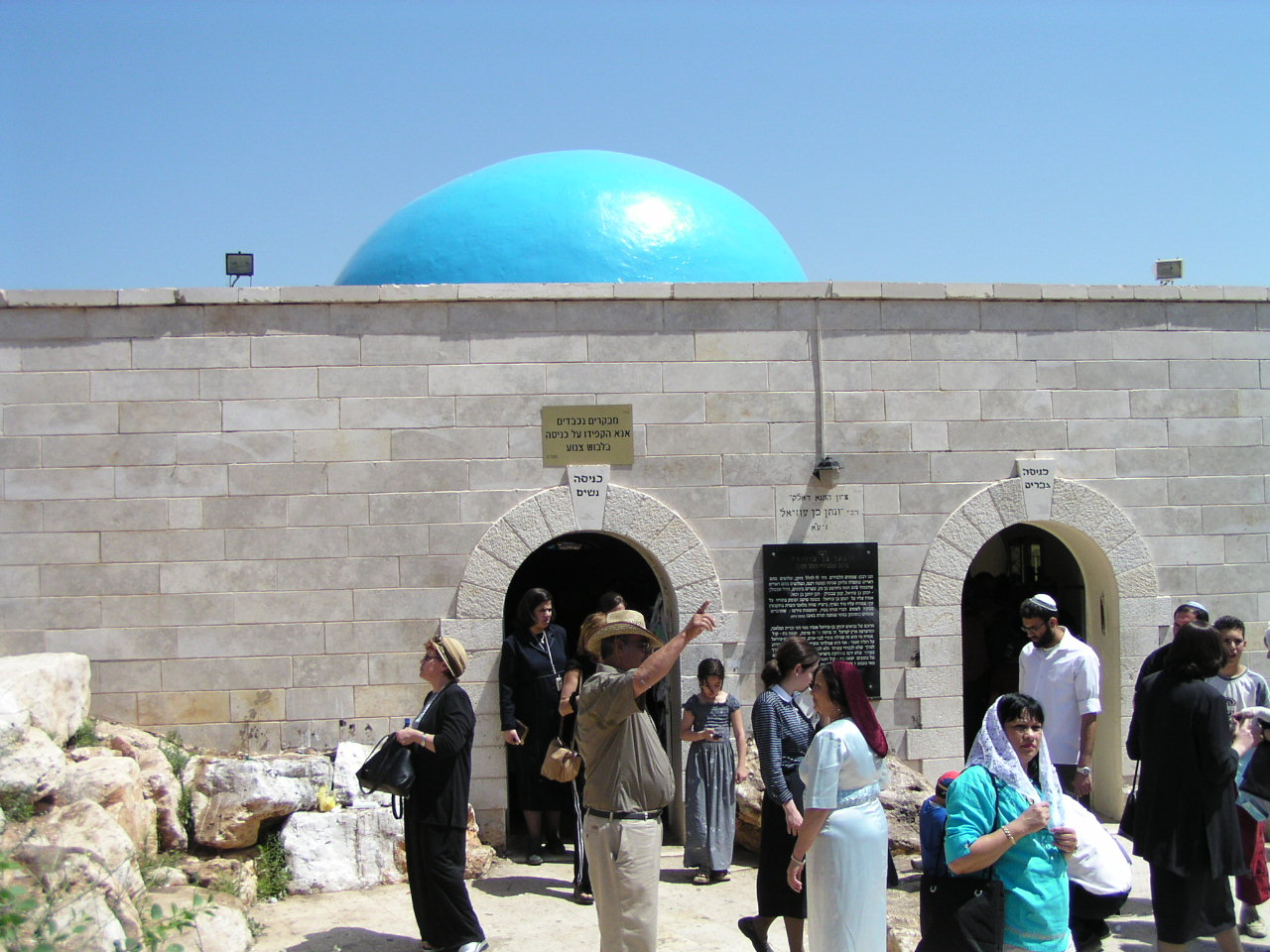
Grabmal des Jonatan ben Usiel

Jonatan ben Usiel (auch: Jonathan ben Usiel) war ein jüdischer Gelehrter des Altertums und gehörte zu den Tannaiten des ersten nachchristlichen Jahrhunderts.
Er gilt traditionell als Verfasser der aramäischen Bibelübersetzung (Targum) der Neviim (Propheten); der Tora-Targum trägt seinen Namen aber zu Unrecht (vielleicht lautete die Abkürzung Taw Jod, was fälschlich als Targum Jonathan gedeutet wurde, aber tatsächlich Targum Jeruschalmi meinte). Seit man dies erkannt hatte, wurde dieser Targum deshalb als Pseudo-Jonathan (bzw.  später als Targum Jeruschalmi I. [Fragmenten-Targum = Targum Jeruschalmi II.]) bezeichnet.
Tatsächlich hingegen scheint Jonatan ben Usiel der Autor oder Hauptverfasser des Targum Jonathan zu sein, des offiziellen babylonischen Propheten-Targums. Diese seine Arbeit wurde so hoch geschätzt, dass Jonatan ben Usiel höchstes Lob auf sich zog (verschiedene Belegstellen: bMeg, bSukk, BB, jNed): Er sei der bedeutendste unter Hillels 80 Schülern gewesen, sei selbst noch bei den letzten Propheten in die Schule gegangen, und sobald er sein Lernen begonnen habe, seien die Vögel über ihm in den Lüften vom Feuer seines Geistes verbrannt. Die geplante Übersetzung der Ketuvim habe ihm, damit nicht die letzten Geheimnisse der messianischen Zeit offenbar würden, Gott selbst durch eine Himmelsstimme (so genannte bat qol) verboten; schon bei Jonatans Übersetzung der Propheten habe die Erde meilenweit gebebt.
Jonatan ben Usiels verehrtes Grabmal befindet sich in Amuka in Galiläa in der Nähe von Safed. Es wird insbesondere von Unverheirateten aufgesucht, die sich einen Segen erhoffen, um einen geeigneten Heiratskandidaten zu finden. Zur Erklärung dieser angeblichen Segenskraft existieren verschiedene Theorien bzw. Herleitungen aufgrund verschiedener Textstellen aus Pseudo-Jonathan, Jebamot, Erklärungen aus der Biographie Jonatans etc.